# Feminisme

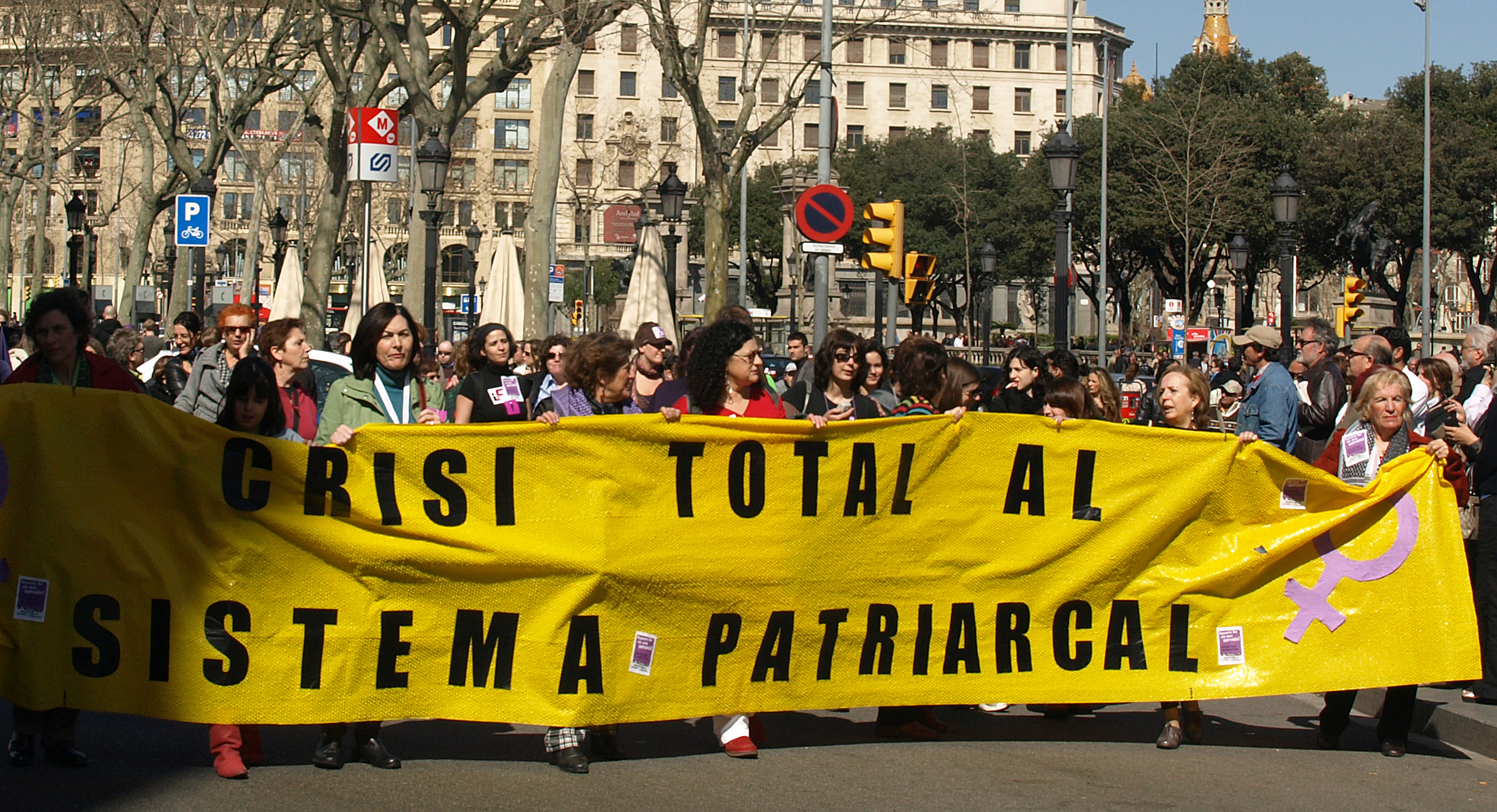
Manifestació feminista a Barcelona el 2009

El feminisme és el conjunt del moviment feminista i la teoria feminista. El moviment feminista actua de dues maneres simultànies i complementàries, que són l'acció mitjançant la teoria i l'acció per mitjà de la pràctica. La teoria feminista, al llarg de les seves diferents onades, és el conjunt de ciències, sobretot socials (com la psicologia o l'economia) i naturals (com la biologia o la medicina), revisitades o estudiades des d'un punt de vista crític pel que fa al feminisme. En un inici es tractava de "corregir" el sexisme de teories científiques que, marcades per un biaix cultural patriarcal, consideraven inferiors les dones, començant a separar la divisió moderna entre política i ciència.
El moviment feminista o feminisme social té com a objectiu millorar la situació d'inferioritat de la dona i desemmascarar les desigualtats socials, polítiques, econòmiques i jurídiques de la dona respecte a l'home. Especialment als primers temps, va estar fortament vinculat a l'anarquisme. Inclou accions teòriques i pràctiques, com per exemple manifests, declaracions, assajos i conferències, mítings, manifestacions, vagues de fam, i fins i tot, en una primera època, atemptats a l'ordre públic amb els consegüents empresonaments.
La teoria feminista o feminisme acadèmic, mitjançant les ciències socials (estudis de gènere, estudis de les dones), s'encarrega de desmuntar certeses que la comunitat científica tenia assumides des d'un punt de vista únicament masculí, androcèntric, i sovint patriarcal. Actualment, la teoria feminista liberal parteix de la idea que, fora d'estereotips i rols de gènere limitants, hi ha una única naturalesa humana asexuada i tota persona és un subjecte lliure i autònom.

## Etimologia
El mot "feminisme" en català és un derivat del llatí femĭna, que significa 'dona'.
El terme "feminisme", durant molt de temps atribuït erròniament a Fourier, en realitat va ser utilitzat per primer cop per Alexandre Dumas fill, el 1872 a la seva obra L'homme-femme, tot i que no va prendre el sentit actual fins a la dècada del 1890, en què el van començar a utilitzar les dones angleses. Però va ser durant la Revolució francesa que va néixer el moviment de reivindicació social i política que designa: nombroses dones que van participar en els debats i accions revolucionàries, i homes i dones reivindicant la igualtat de sexes de l'estatus polític i social. Actualment es parla de feminismes en plural per donar cabuda a totes les seves formes i sensibilitats.
| «                                           | Les feministes, disculpin aquest neologisme, diuen amb molt bon criteri, per cert: «Tot el mal ve del que no es vol reconèixer, que la dona és igual a l'home i que ha de rebre la mateixa educació i els mateixos drets que l'home» | » |
| — Alexandre Dumas fill, L'homme-femme. 1872 | |   |

## Orígens

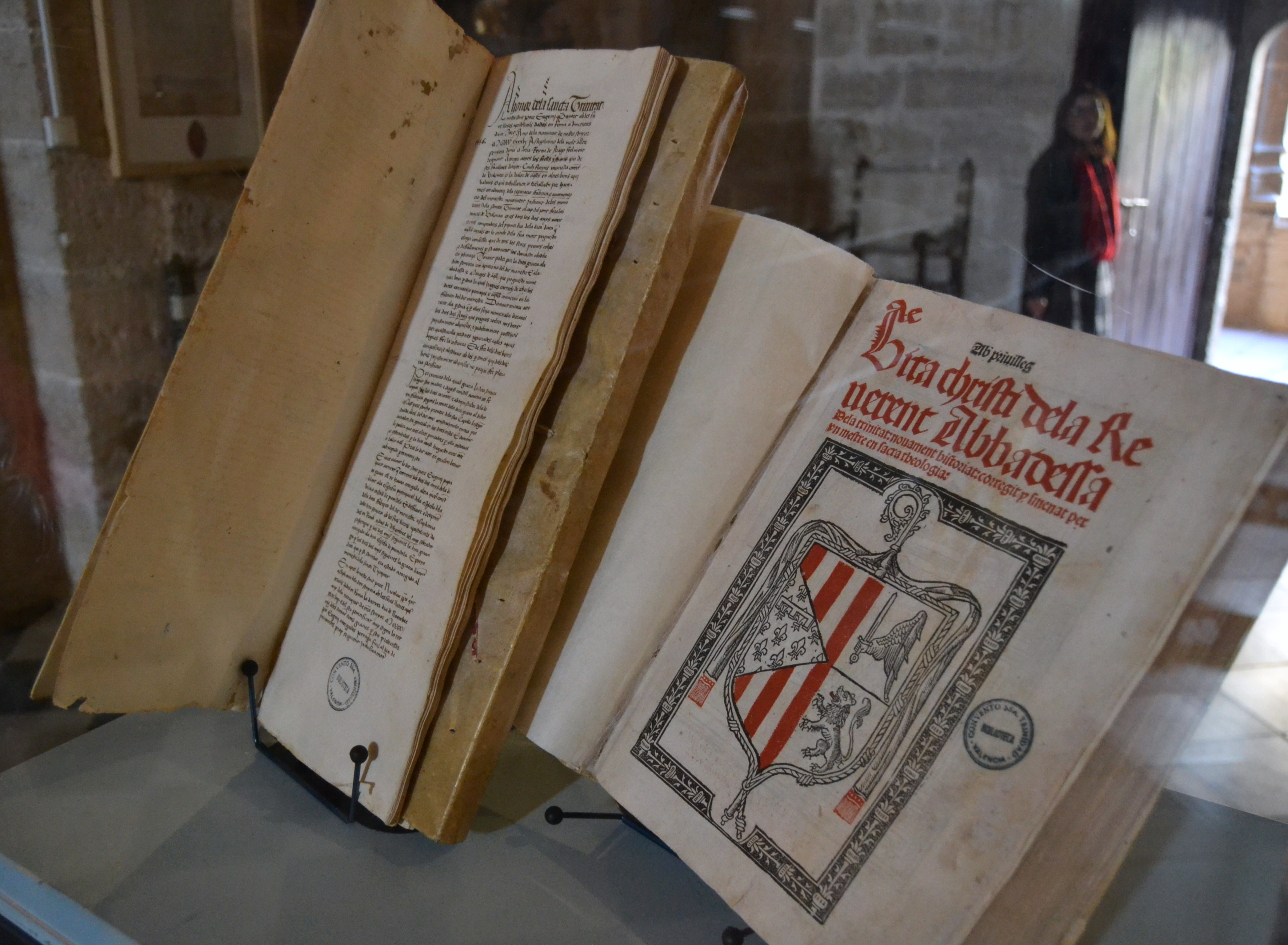
La vida de Crist des del punt de vista de dones, escrita i editada per dones a l'edat mitjana

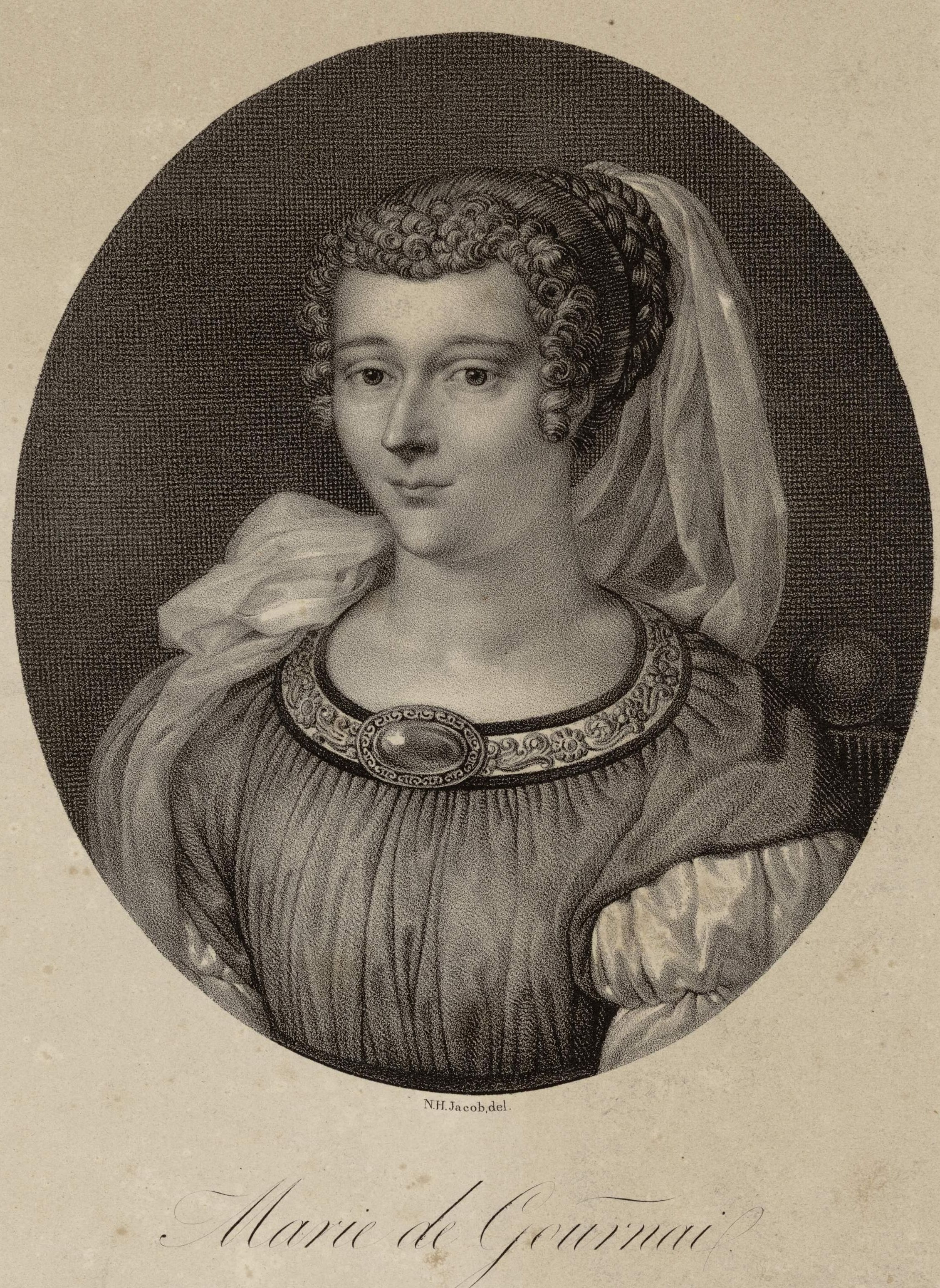
Marie de Gournay, autora de La igualtat entre homes i dones (1622)

Històricament, en les societats premodernes, les dones en general han estat excloses de molts àmbits que estan disponibles en l'actualitat (política, economia, militarisme, etc.). A l'antiga ciutat grega, la dona no tenia dret a vot; si bé era lliure, no tenia dret a immiscir-se en els assumptes econòmics de la ciutat a causa del fet que, per al dret a vot, s'havien de pagar imposts.
La dona sovint es limita a un deure de fer feines domèstiques com a mitjà de subsistència i la protecció de la casa era de responsabilitat masculina (més o menys cert en la pràctica, perquè és l'ideal "patriarcal", i en la realitat, la tasca de les dones com a mitjà de subsistència i la protecció de la casa era essencial per a la supervivència de la família). La dona, tradicionalment encarregada de la gestió de la llar, manteniment i recepció de convidats, etc., continua, però, depenent del marit després d'estar amb els seus pares, d'acord amb la ideologia patriarcal. De fet, la idea que les dones són mantingudes pels homes de la seva família és una típica inversió de la productivitat dels oprimits i de les oprimides. El patriarcats consisteixen essencialment en la llibertat de treball de la dona per al benefici dels homes (la condició de serventa, en l'agricultura, l'artesania, les professions independents i liberals...), a més de les operacions nacionals (el treball de neteja és realitzat pel 80% de dones encara avui dia a França) i el suport a les persones amb discapacitat i la família (nens, ancians, dependents). Igual que qualsevol opressió, el patriarcat és un sistema d'explotació d'una classe per una altra: individualment (treball domèstic) i col·lectivament (la segregació horitzontal i vertical del mercat de treball): els dominadors depenen del treball dels oprimits.
En moltes societats, les dones, en les mentalitats de l'època, no produeixen més que descendència. D'aquesta manera, històricament, les dones es veuen privades, entre d'altres, del dret de vot, del dret a administrar els seus ingressos i els seus comptes, el dret al divorci i l'accés a certes zones reservades exclusivament per a homes.
Algunes protofeministes medievals reconegudes per la seva aportació al feminisme són Marie de France, Elionor d'Aquitània, Bettisia Gozzadini, Eduvigis de Polònia, Laura Cereta i La Malinche. En el Renaixement, Caterina d'Aragó va lluitar perquè les dones angleses accedissin a l'educació, la va popularitzar i va comissionar-ne una publicació argumentant el dret a aquesta per part de les dones. De la seva època es poden esmentar, per exemple, també, Moderata Fonte i Agrippa de Nettesheim, que sostenien fins i tot la superioritat de les dones sobre els homes. Un exemple de protofeminisme és el Vita Christi, que va escriure a finals del segle XV l'abadessa del convent de la Trinitat de València, sor Isabel de Villena, un text en el qual narra la vida de Crist a partir de dones que compartien la seva vida i es considera la primera obra literària protofeminista en català i va ser editada per una dona, Aldonça de Montsoriu. Al mateix segle, a Poissy, Christine de Pisan va escriure en francès La ciutat de les dames, en què l'autora es planteja fer una genealogia femenina i en general es qüestionen els prejudicis contra les dones en tots els àmbits socials. Al segle xvi destacà l'escriptora valenciana Jerònima Galés, que a més va ser impressora i, de fet, la cap del taller més important de la seva època. Posteriorment, Marie de Gournay i François Poullain de la Barre van escriure assajos que actualment es consideren feministes, defensant la igualtat entre homes i dones. Es conserven molts altres escrits protofeministes del segle xvii, com els de Margarida d'Angulema, Anna Maria van Schurman o Juana Inés de la Cruz, i encara més, successivament, a mesura que l'època s'acosta a l'actual.
L'organització de la societat prefeminista, en gran part basada en el gènere en un consens d'àmplia base, a través de la història, però, ha estat un desafiament per aconseguir-ne la supressió gradual en el segle xx, amb, per exemple, la Declaració Universal dels Drets Humans que s'aplicarà a les dones -i encara imperfectament- gràcies a la lluita feminista. L'argument biològic, àmpliament explotat, i les diferències de gènere s'utilitzen per a reduir les dones a la maternitat. S'ha establert un ampli consens pel que fa a dones i homes en la forma d'organització de gènere en l'empresa, el seu desajust amb els costums i el canvi social s'ha fet cada cop més evident. Alguns òrgans legislatius de les religions abrahàmiques demostren el seu desenvolupament: la prohibició, proclamada per Jesús de Natzaret de repudiar-les i el dret al divorci i, a continuació, donant en el protestantisme el sacerdoci a les dones. Per tant, la contribució del feminisme en el segle xx es manifesta per la realització incondicional i universal dels drets de la dona; tenint en compte l'evolució de la societat, s'ha convertit en una de les principals expectatives.

## Història

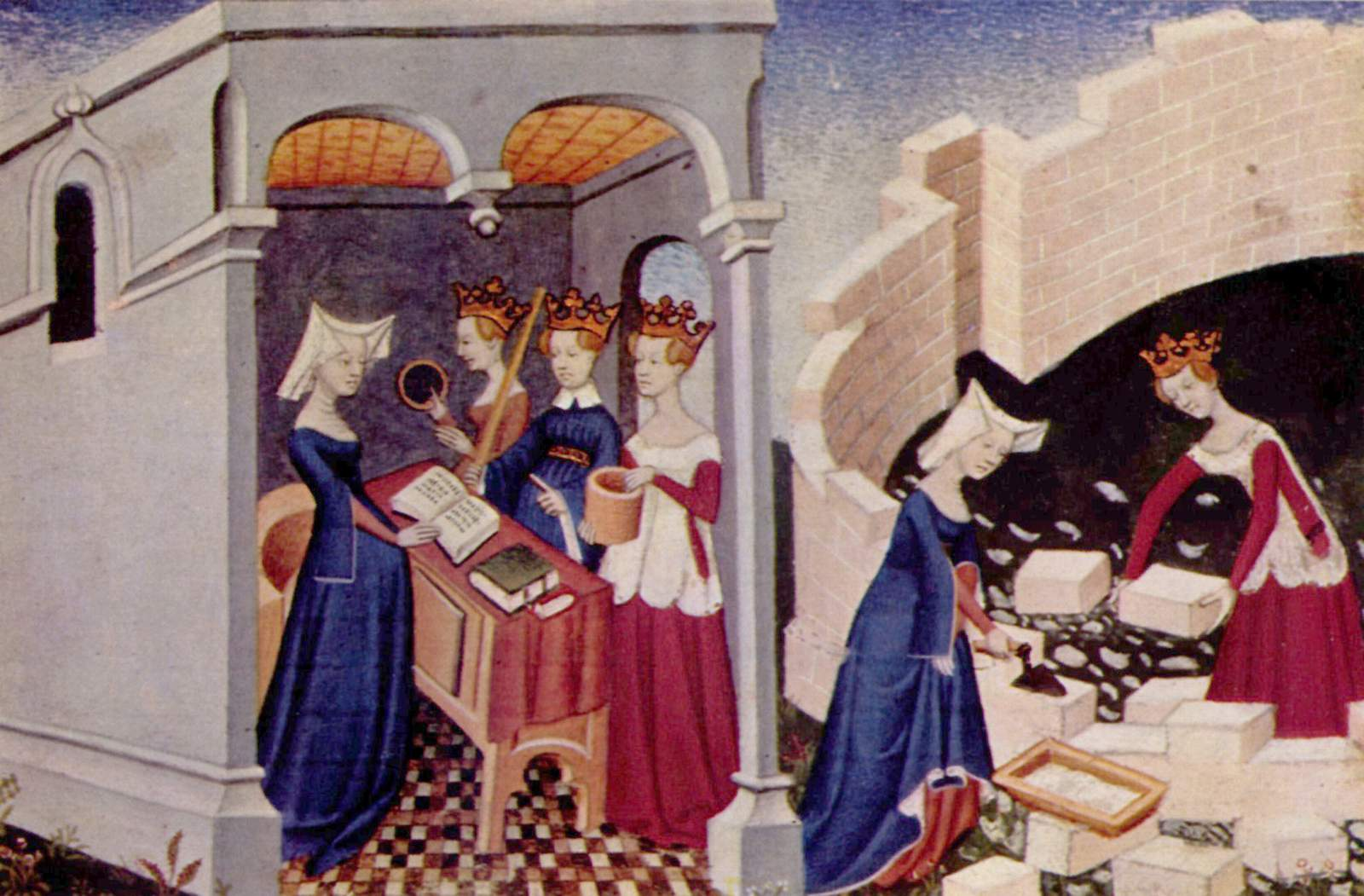
La cité des dames, escrita i il·lustrada per Christine de Pisan

La historiadora Gerda Lerner ubica el naixement del patriarcat com un esdeveniment històric en el qual es documenta el principi de la subordinació de les dones en els sistemes polítics, legals, culturals, religiosos i socials. També documenta les diverses evidències de l'existència d'una consciència feminista al llarg de mil·lennis en diferents societats del món i de la història. En recopilar aquests escrits, arriba a la conclusió que el procés històric documentat i transmès com a història universal no afecta de la mateixa manera els homes i les dones. El coneixement desenvolupat durant segles per dones amb consciència feminista ha estat truncat una vegada i una altra. Les dones que rebutjaven la subordinació o que es comportaven fora dels esquemes assignats al seu sexe, eren i són marginades. La falta d'ensenyament a les dones sobre els èxits d'aquelles que van reeixir en la història és un dels factors que han contribuït a la seva opressió. Així, va ser al segle xix quan la consciència feminista es va començar a transmetre a altres dones i s'inicia el feminisme com a moviment social i polític.
Sovint s'afirma que el feminisme va néixer a finals del segle xviii i principis del XIX, quan la gent va començar a percebre que la dona era oprimida per una societat patriarcal. El moviment feminista té les seves arrels en Occident i especialment en el moviment de reforma del segle xix. El moviment organitzat comença amb la primera Convenció dels Drets de la Dona, a Seneca Falls, estat de Nova York, l'any 1848, on Elizabeth Stanton va demanar el dret a vot per a les dones en la seva conferència. Més d'un segle i mig més tard, el moviment ha crescut i ha adoptat diverses perspectives sobre el que constitueix la discriminació contra la dona. El primer moviment feminista és sovint anomenat la primera onada, i després de 1960, la segona onada.

## Teoria feminista
Dins del feminisme es poden trobar diversos corrents teòrics, que tradicionalment s'engloben en tres "onades" de feminisme: la primera onada feminista correspon a les primeres idees feministes, dintre dels corrents anarquistes, marxistes i socialistes de consciència de classe i lluita per la igualtat de drets; el feminisme lluitava per la consciència de la situació de les dones i lluitava per la igualtat legal i d'oportunitats. A la segona meitat del segle xx va succeir-la la segona onada de teories feministes, posteriorment la tercera onada, que s'encavalla amb altres lluites socials, i al segle xxi la quarta onada, en la qual es troben les teories actuals.

### Primera onada

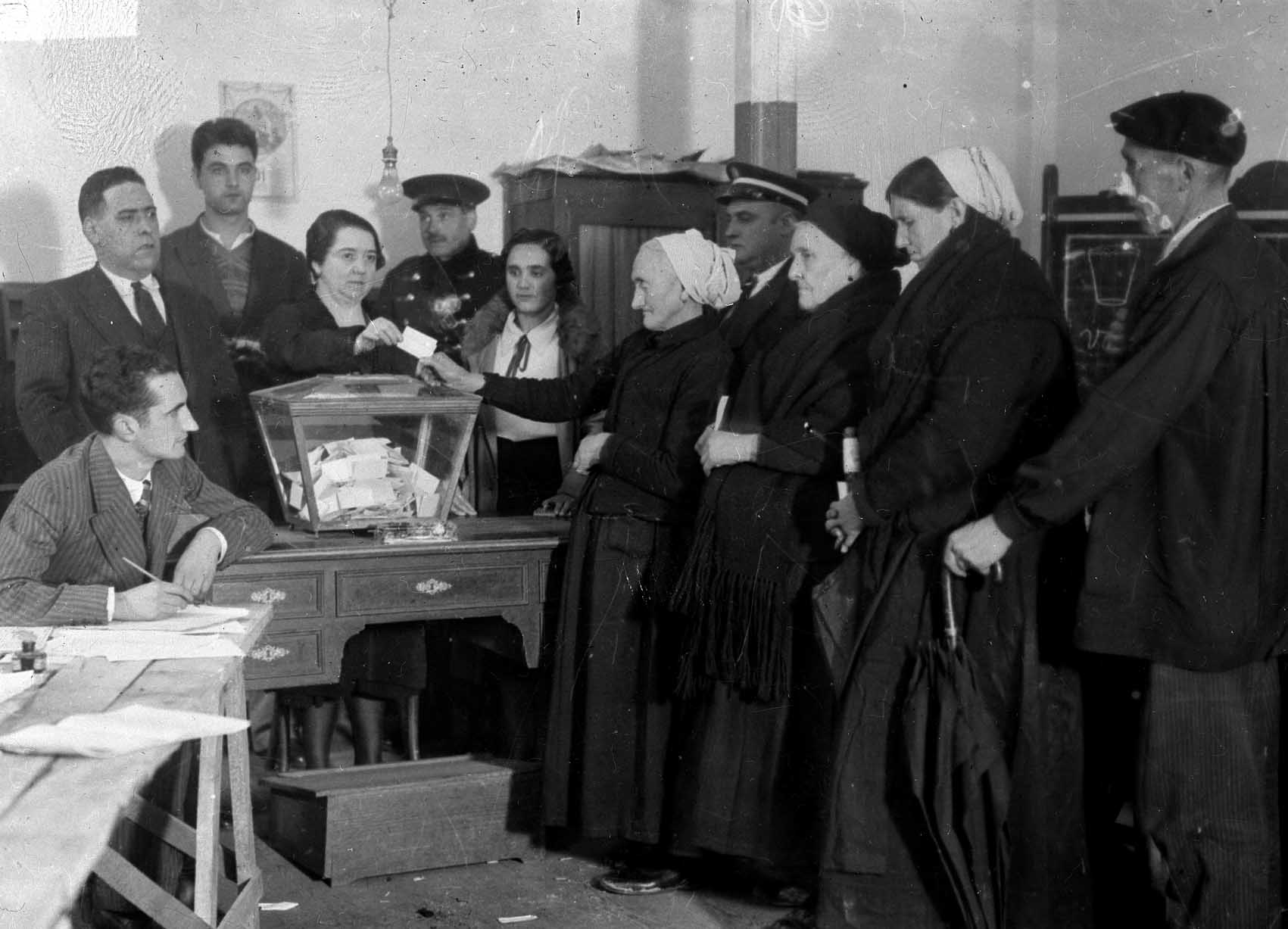
Dones votant l'any 1933

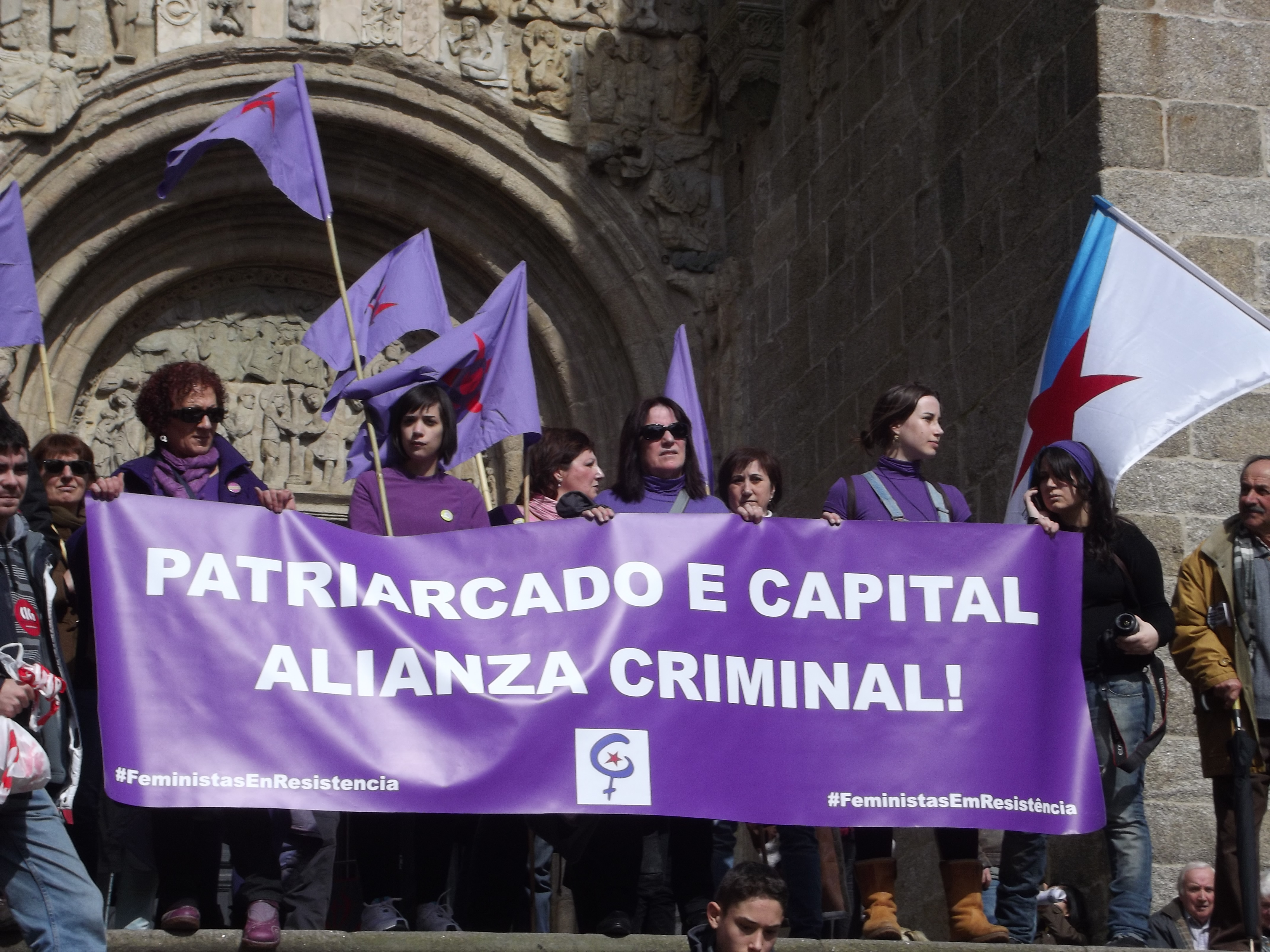
Manifestació feminista i anticapitalista

Les teories de la primera onada inclouen, per exemple, l'anarcofeminisme, el feminisme socialista-marxista, el feminisme radical i el feminisme liberal.
El primer cronològicament és el feminisme socialista, que usa la teoria derivada del marxisme per justificar el seu moviment. Afirma que la dona està alienada respecte de l'home i que és la classe baixa de la societat que té menys drets i mitjans de producció.
El feminisme radical parteix dels mateixos supòsits, però no creu possible el canvi social. Les estructures masclistes estan tan arrelades que cal començar de zero, per això aboguen per fundar noves comunitats separades per canviar les regles de relació entre les persones i promoure noves institucions. A vegades desemboca en un anarquisme femení.
Un altre corrent, el feminisme liberal, creu que el canvi ve amb la reforma política. El sufragisme va ser el seu inici. Busca lleis que afavoreixin les dones (incloent la discriminació positiva) i la paritat. Algunes de les qüestions bàsiques que volen incloure als programes dels partits són el dret a rebre remuneració per la feina domèstica, la repartició de la cura dels nens, els drets reproductius i la presència pública de les dones.
L'anarcofeminisme existeix des de l'inici del moviment anarquista, i és un moviment intrínsecament feminista que ja en el seu origen veia en la dominació dels homes sobre les dones una de les primeres manifestacions jeràrquiques de les nostres societats. El combat contra el patriarcat és, per tant, part integrant de la seva lluita de classes i de la lluita contra l'estat. D'altra banda, el terme anarcofeminisme va sorgir més tard, en la dècada dels 1960. Actualment, influït pel feminisme de la diferència i per l'ecofeminisme, se centra en la diferència i critica algunes idees de l'anarquisme antic, per estar encara influïdes per la modernitat d'aleshores o una visió encara no prou àmplia del patriarcat. Proudhon, per exemple, considerava la família com una societat en la seua forma primera i en la qual les dones tenien la responsabilitat d'acomplir el seu paper tradicional.

### Segona i posteriors onades

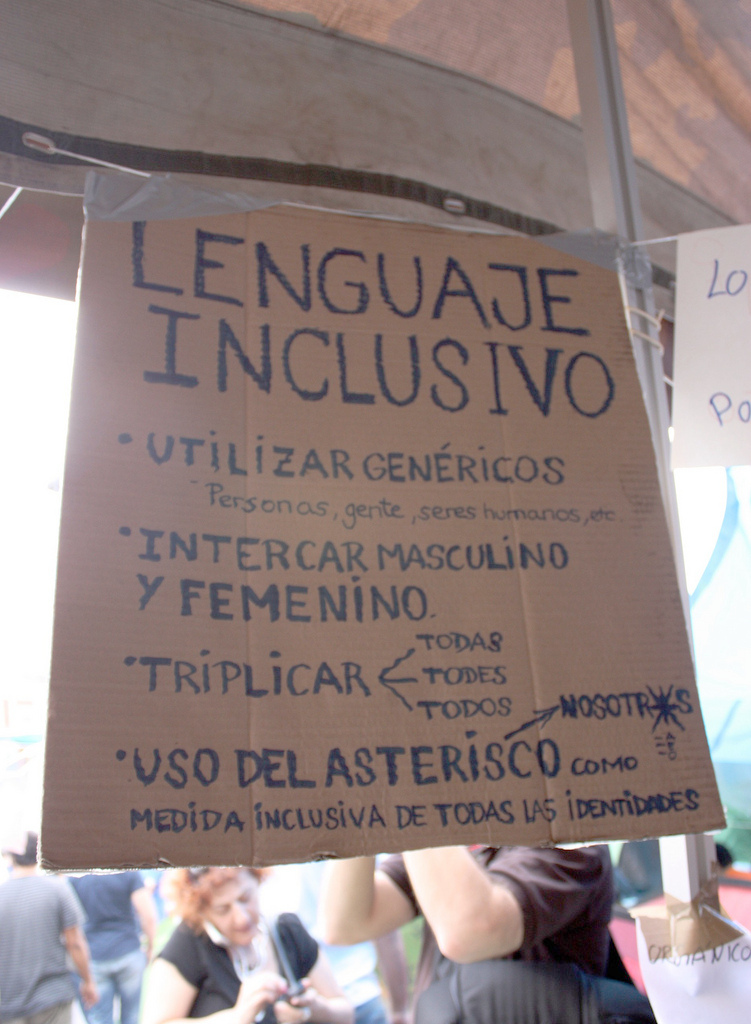
Propostes d'ús de la llengua castellana en una manifestació feminista a Madrid

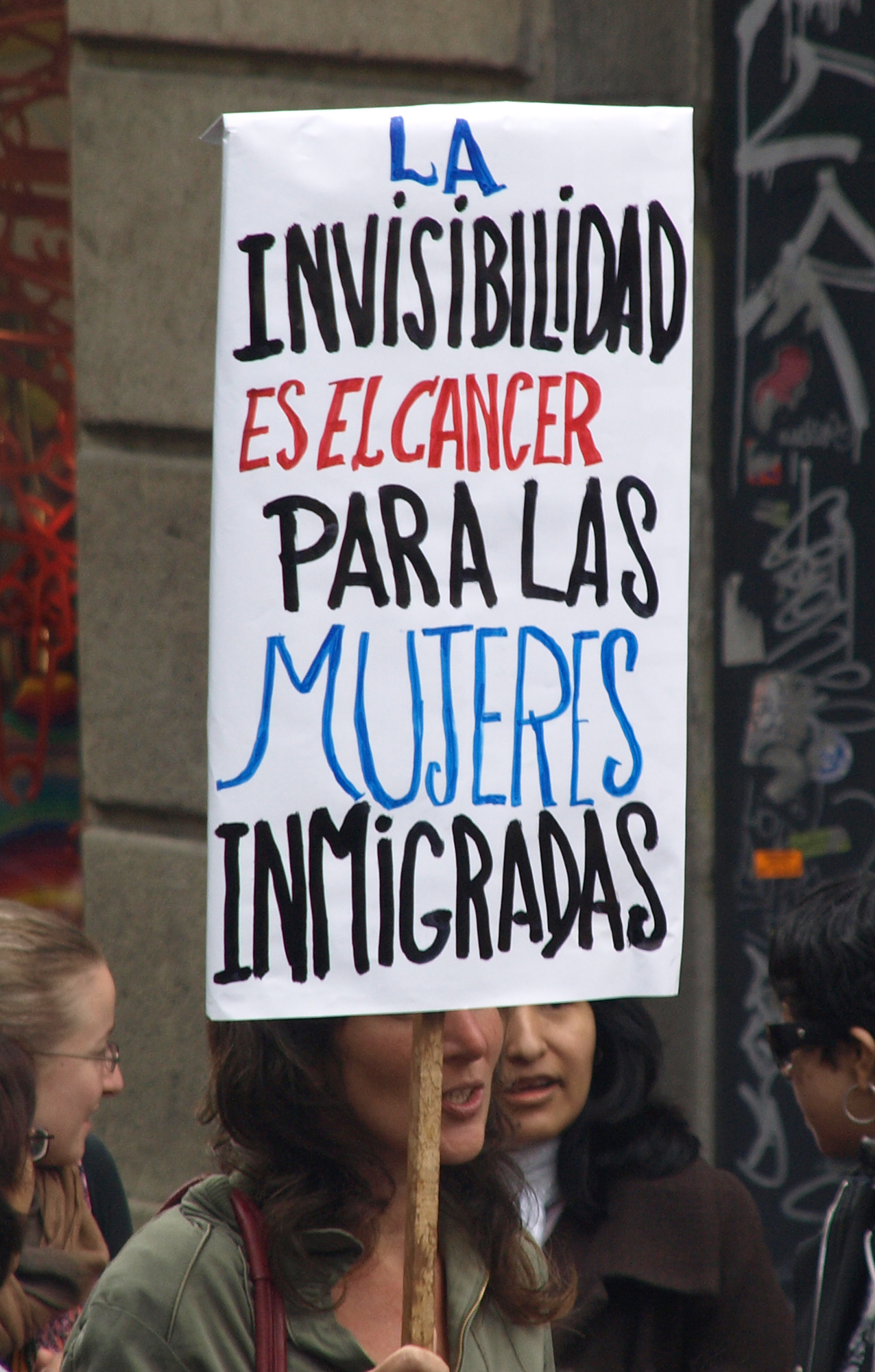
El feminisme actual vol tenir en compte totes les dones

A partir de la segona onada de la dècada de 1970, les teories feministes han posat èmfasi en la diferència (feminisme de la diferència) en comptes de la igualtat. La tercera onada feminista va ser duta a terme per la generació de fills i filles de la segona onada, i se sol considerar que va començar quan la generació X va introduir el lipstick feminism a la dècada de 1990. Finalment cap al 2012 va començar la quarta onada de teoria feminista que es caracteritza per un enfocament en l'apoderament de les dones, l'ús d'eines d'Internet i la interseccionalitat, buscant una major igualtat de gènere centrant-se en les normes de gènere i la marginació de les dones a la societat.
Aquestes noves onades van més enllà de la igualtat de drets legals i lluiten per una veritable igualtat i llibertat personal, política i social, revaloritzant la pau i les cures, i amb el propòsit de denunciar i abolir qualsevol tipus de dominació, que per definició consideren violència. Cada persona té dret de ser com vulgui, ser diferent de les altres, i tenir els mateixos drets i valor. Van redefinir el concepte de gènere, obrint-lo a opcions LGBT, com la teoria queer, per exemple, i s'esforcen a desconstruir les visions del món centrades en un sol punt de vista: home, blanc, del món occidental i classe alta. Treballen també les anomenades noves masculinitats i el paper de l'home en la societat. Cal destacar que això no vol dir que hi hagi un feminisme per a cada persona sinó que, al contrari, es busca un consens d'idees comunes de manera que puguin incloure el màxim de persones, punts de vista i cultures diferents.
El postfeminisme o feminisme postmodern se centra en la cultura i els símbols per erradicar la discriminació. Així, aplica crítica feminista a les arts, proposa una relectura del significat de la història i les institucions i es preocupa per l'ús del llenguatge, amb autores com Judith Butler.
El feminisme eurocèntric o feminisme colonial és vist pel feminisme postcolonial com una mena de feminisme que imposa la cultura dita "occidental" o dels antics imperis colonialistes a les altres cultures, afavorint la mirada paternalista i repressora envers les minories. Per exemple, el feminisme eurocèntric pot trobar indigne per a una dona tant el fet de portar un mocador al cap sota el sol a Dubai com el fet que mostri els pits en una comunitat on tots vesteixen amb tanga i adorns.
El feminisme lèsbic, tot i que històricament el lesbianisme ha gaudit potser d'una relació íntima amb el feminisme i els projectes feministes, des de com a mínim la dècada del 1890,??? es contextualitza millor com un moviment que sorgeix de l'anterior arran de la insatisfacció amb la segona onada feminista i el moviment gai a principis de la dècada del 1970. Es caracteritza per la revisió i debat de l'heterosexualitat com una institució que intenta desnaturalitzar i, un cop fet això, plantejar hipòtesis sobre les seves "arrels" en institucions com ara el patriarcat, el capitalisme i el colonialisme. A més, les feministes lèsbiques advoquen pel lesbianisme com un resultat racional de l'alienació i insatisfacció amb aquestes institucions.
A partir dels anys 2000, es visibilitza un corrent parcialment sorgit del feminisme lèsbic anomenat transfeminisme. Algunes persones el conideren una categoria de feminisme que aplica el discurs transgènere al discurs feminista i de creences feministes al discurs transgènere. D'altres creuen que aquest transvasament d'idees no ha estat complet i focalitzen els seus escrits en el solapament de la teoria queer amb el feminisme antiracista.
L'anomenat "feminisme pro sex" va ser un corrent ideològic que a partir dels anys 80 apostava pel dret a la prostitució i que les noves onades del segle XXI consideren antifeminista, ja que, tot i que es considera que cal millorar la vida de les prostitutes, venedores i llogadores de cos (gestació subrogada, sexe, pornografia, etc.), pensen que és un acte més de dominació masclista pel fet que cap persona no ho faria si les seves circumstàncies personals i socials no l'obliguessin a haver de recórrer-hi.

## Igualtat de gènere en el feminisme

Símbol de la igualtat de gènere.

A l'estat espanyol, existeix una Llei orgànica per a la igualtat efectiva de dones i homes. Segons el Ministeri d'Igualtat espanyol, "La igualtat de gènere és la capacitat legal, social i política de les dones i homes per mobilitzar i gestionar tota mena de recursos en condicions igualitàries".
Segons el feminisme i els estudis de gènere "la diferència sexual –l'existència de dos sexes en un mateix món- no és el mateix que la desigualtat entre sexes. El primer concepte indica diversitat i riquesa. El segon, injustícia i dominació d'un sexe sobre l'altre".

### Sexe i gènere
El sexe és un atribut innat i ve determinat per la natura, que estableix diferències físiques, biològiques i anatòmiques entre dones i homes. El sexe classifica les persones pel seu potencial en la reproducció sexual.
El gènere és la forma en què les societats del món determinen les funcions, actituds, valors i relacions que concerneixen dones i homes. El sexe d'una persona és determinat per la natura. El seu gènere l'elabora la societat.

### Identitat, igualtat i diferència
No es tracta de considerar la igualtat de gènere com a sinònim d'"idèntic", o "igualtat amb" els homes, ja que això significaria col·locar els homes com a mesura del que és desitjable, sinó com a "equitatiu". Es tracta d'assolir la igualtat mantenint el reconeixement de la diferència. Cal no confondre la reivindicació d'igualtat amb una identificació amb el sexe masculí.
Igualtat d'oportunitats significa equivalència, equiparació: les dones volen accedir a tots els llocs de la societat en "igualtat de condicions" i no "per ser iguals", la qual cosa és molt diferent. Les dones han de ser éssers humans de ple dret i, per tant, tenir accés a càrrecs de direcció, a la ciència, la cultura, etc. I, per això, necessiten que les oportunitats que se'ls ofereixen siguin les mateixes de què a hores d'ara els homes gaudeixen, ja que són considerats ciutadans de ple dret. Però, no per ser iguals que ells en el sentit de canviar la identitat femenina per la masculina, sinó per ser iguals en drets, en possibilitats i en la presència en tots els llocs de la societat.

## Feminisme en la pràctica sociològica
La primera onada del feminisme, l'anomenat feminisme d'igualtat, constata la consideració d'homes i dones com a éssers humans i planteja un “contracte social” basat en la idea de la destrucció dels rols de gènere. El feminisme d'igualtat recalca que l'opressió de les dones i la subordinació d'aquestes als homes, va més enllà de la desigualtat de gènere, és a dir, l'opressió ve donada de l'ordre social establert: el patriarcat. L'ordre social és un concepte sociològic, el qual s'utilitza per denominar les normes, implícites o no, que té una societat. Així doncs, quan parlem d'ordre social, parlem d'una estructura basada en normes socials que determinen els comportaments i, per tant, les interaccions dels individus. El patriarcat consta amb aquestes normes implícites i explícites, les quals, tot i afectar tant a homes com a dones (rols de gènere), impliquen la inferioritat de les dones envers els homes. El contracte social mencionat inclou la transformació d'aquest ordre social, en altres paraules, replanteja el sentit de les interaccions de la vida individual i col·lectiva. Així doncs, entenent que la desigualtat deriva de l'estructura de la societat, el feminisme d'igualtat planteja transformar les pràctiques establertes per aquesta estructura a través del contracte social. En conseqüència, en aquesta primera onada, el feminisme va ser un moviment social emprès en gran part, per sociòlogues.

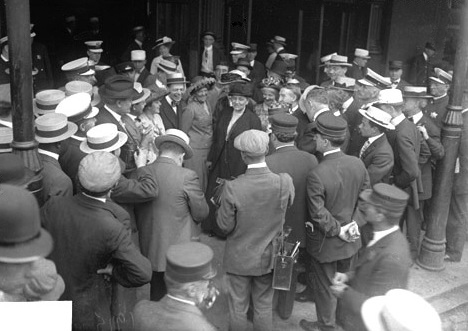
Jane Addams parlant amb periodistes

Les grans protagonistes d'aquesta primera onada van ser les dones de l'Escola de Sociologia de Chicago. Gran quantitat de sociòlogues, activistes i investigadores; dones amb educació superior i de classe mitjana-alta, van portar endavant les reivindicacions del moviment a partir de la teoria i la pràctica. Jane Addams, Florence Kelly, Annie MacLean, Marianne Weber, Mary Rozet Smith i Ellen Gates Starr, entre moltes altres, van investigar, teoritzar, debatre i posar en pràctica l'activisme que pretenia acabar amb la desigualtat de gènere i aconseguir el contracte social, mencionant anteriorment.

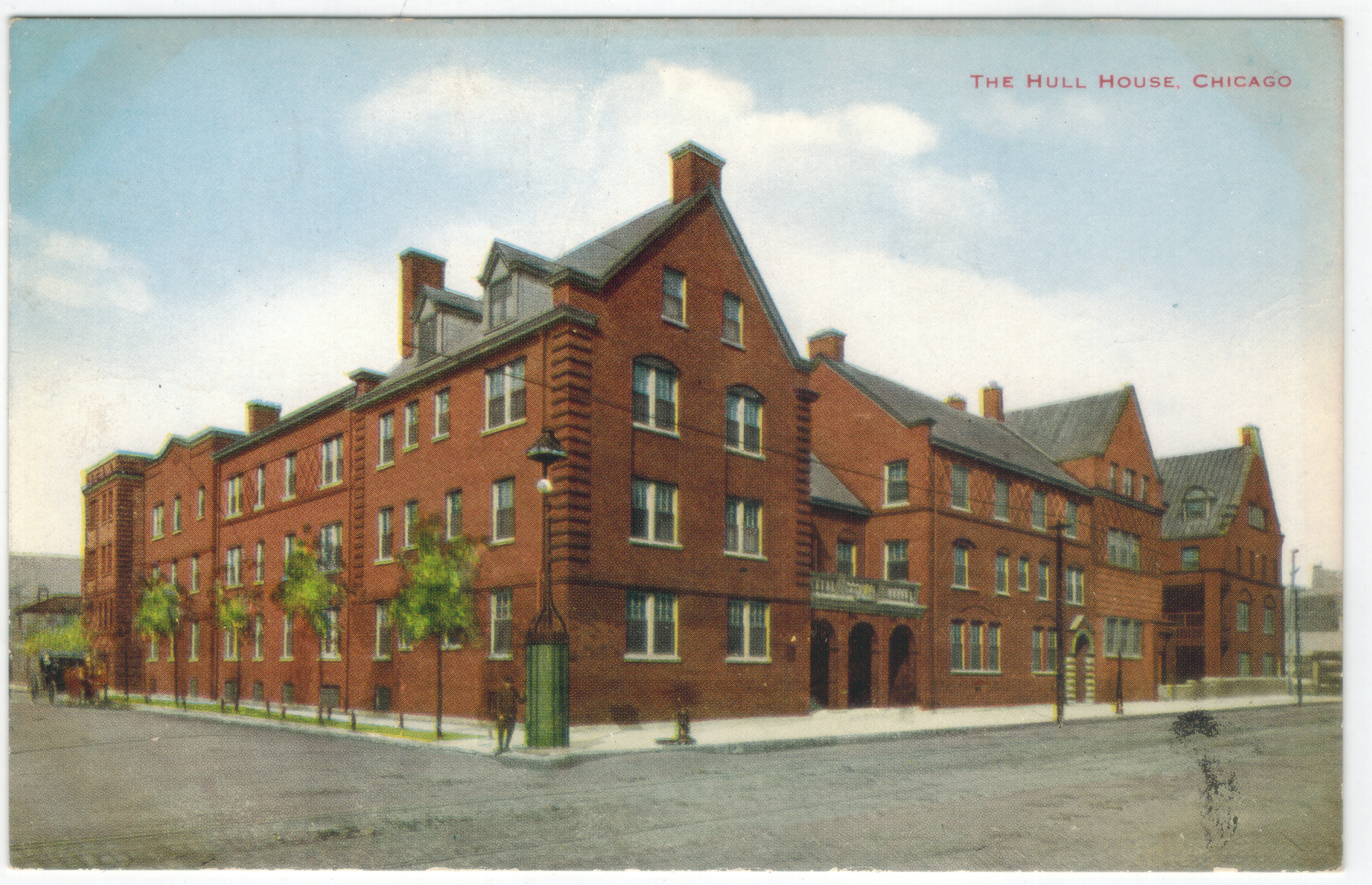
Edifici de la Hull House

Per aconseguir els seus objectius, les dones de l'Escola de Chicago, liderades per Jane Addams van posar en pràctica el concepte del sociòleg clàssic Max Weber: sociologia interpretativa. Aquest, es basa en conèixer de primera mà les opressions per tal de poder entendre el problema social. Addams, pionera en el moviment de settlement houses, va portar més enllà la teoria de Weber posant-la en pràctica en crear la primera casa d'acollida dels Estats Units, la Hull House. Amb aquest projecte, Addams va desenvolupar una nova forma d'activisme basat en la sociologia interpretativa: Research, Residence and Reform (les 3 R's). Per poder transformar els problemes socials presents en la societat, Addams considerava clau viure entre la situació de les persones que els patien.
És important recalcar que el feminisme d'igualtat va molt lligat a la interseccionalitat (el solapament de més d'una opressió). Si és cert que Addams i les altres sociòlogues de l'Escola de Chicago eren dones i, per tant, patien l'opressió per raó de gènere; eren dones de classe mitjana-alta, amb educació superior i blanques. En conseqüència, no podien comprendre les opressions de les dones de classe treballadora dels barris precaris i immigrants de Chicago. Era vital, per tant, estudiar el problema social (Research), conviure i sentir de primera mà les desigualtats i la subordinació de l'entorn (Residence), per tal de poder transformar la situació (Reform). Així va ser com la Hull House es va convertir en la seva obra de transformació i treball social.

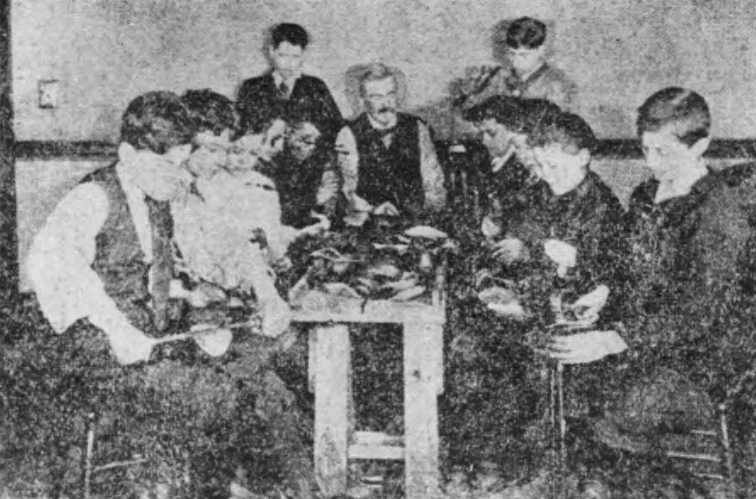
Taller per aprendre a confeccionar sabates.

El projecte va començar després què Addams visités la casa d'acollida de Toynbee Hall a Londres (una casa d'acollida on homes cristians amb estudis superiors ajudaven als pobres del barri convivint entre ells). El 18 de setembre de 1889 juntament amb Ellen Gates Starr, Addams, va decidir crear una casa d'acollida (settlemen house) al barri més precari i amb més quantitat d'immigrants de Chicago, la Hull House. Aquesta estava enfocada a ajudar a les persones del barri, en particular a les dones i nens. L'objectiu era intercanviar coneixement i experiències en un àmbit local. La casa es va convertir ràpidament en una incubadora de nous programes socials, regits en la seva gran i àmplia majoria per dones. Així doncs, la Hull House es basava en polítiques ginocèntriques, les quals posaven en primer terme l'experiència, l'anàlisi i els interessos de les dones. Addams presentava la Hull House com: “un esforç experimental per ajudar a la solució de problemes socials i industrials causats per les condicions de la vida moderna a la gran ciutat”, sempre enfocat en la transformació a nivell local.
La gran majoria de les dones de l'Escola de Chicago van viure i treballar en la Hull House, nodrint-se de la metodologia d'Addams, entenent que el coneixement sociològic, i per tant, la comprensió dels problemes socials, només podia provenir de l'experiència social directa. Tota teoria social havia de ser comprovada a escala veïnal amb la interacció amb les persones que patien el problema. Si existia un problema social, primer s'investiga, es recollien dades empíriques, qualitatives i quantitatives mentre es convivia en el focus del problema; per seguidament teoritzar i finalment demanar un canvi evidencial i legislatiu. Un dels grans objectius que es va aconseguir va ser la regulació de l'explotació laboral en la indústria tèxtil, patida per dones i nenes.
Les dones de l'Escola de Chicago, de les quals destaquen Jane Addams, Florence Kelly i Annie MacLean, denunciaven obertament les condicions d'explotació laboral en la indústria tèxtil anomenant-la sweating-system. Per tal de regular i canviar la situació de milers de dones i nenes, aquestes i altres sociòlogues van començar un recull extens de dades per tal de fer una pressió real als legisladors. Així va ser com Florence Kelly, l'any 1892, va aconseguir que l'Illinois Bureau of Labor Statistics fes investigacions sobre els salaris, les condicions laborals i els tallers clandestins que practicaven l'explotació laboral de les dones treballadores. Les residents a la Hull House d'Addams, i en general les dones de l'Escola de Chicago van fer investigacions molt extenses, però també van utilitzar altres mètodes de pressió per aconseguir l'abolició de l'explotació laboral. D'una banda, van utilitzar la difusió i socialització del discurs en contra del sweating system a través de revistes. Quasi 100 articles escrits per dones sociòlogues (dels quals al voltant de 40 eren dones de l'Escola de Chicago) a l'American Journal of Sociology denunciaven els problemes socials i un 40% d'aquests articles denunciaven exclusivament l'explotació laboral i defensaven l'abolició del sweating-system. D'altra banda, van saber organitzar a les dones treballadores amb la creació de sindicats com al Chicago Woman's Club o la Illinois Woman's Allience per activar la consciència social i la solidaritat envers un sistema marcat per la subordinació de les seves persones a l'industrialisme. A més, Kelly i MacLean van participar en la Lliga Nacional de Consumidors per portar a una extensa campanya de boicot contra les empreses que formaven part del sweating system. A través d'aquesta van conscienciar als consumidors sobre la qualitat del producte i les condicions de les treballadores, per tal de pressionar a les empreses per tal que acceptessin regulacions laborals. Aquests mecanismes van generar un canvi institucional molt beneficiós en les legislacions i les regulacions de les condicions laborals de les dones i nenes, a nivell estatal. Per exemple, van aconseguir posar una edat mínima per treballar (catorze anys) i van influir en els horaris laborals. Anys més tard el canvi va derivar a nivell nacional i, servint de model per altres moviments feministes arreu del món, finalment internacional.
Així doncs, les dones de l'Escola de Chicago, residents i treballadores de la Hull House van influir en gran manera en la primera onada del feminisme. Amb influències i matisos socialistes i marxistes van portar l'acció i el treball social a peu de carrer. Van adoptar el mètode de “Research, Residence and Reform”, van viure les experiències individuals d'aquests problemes per tal de poder entendre'ls i així proporcionar un canvi. La iniciativa i el lideratge de Jane Addams, tant a la Hull House com a altres associacions i moviments, van aconseguir que la lluita feminista fos escoltada i compresa com a moviment d'igualtat, contraposant la realitat social industrialista.

## Feminisme en les religions

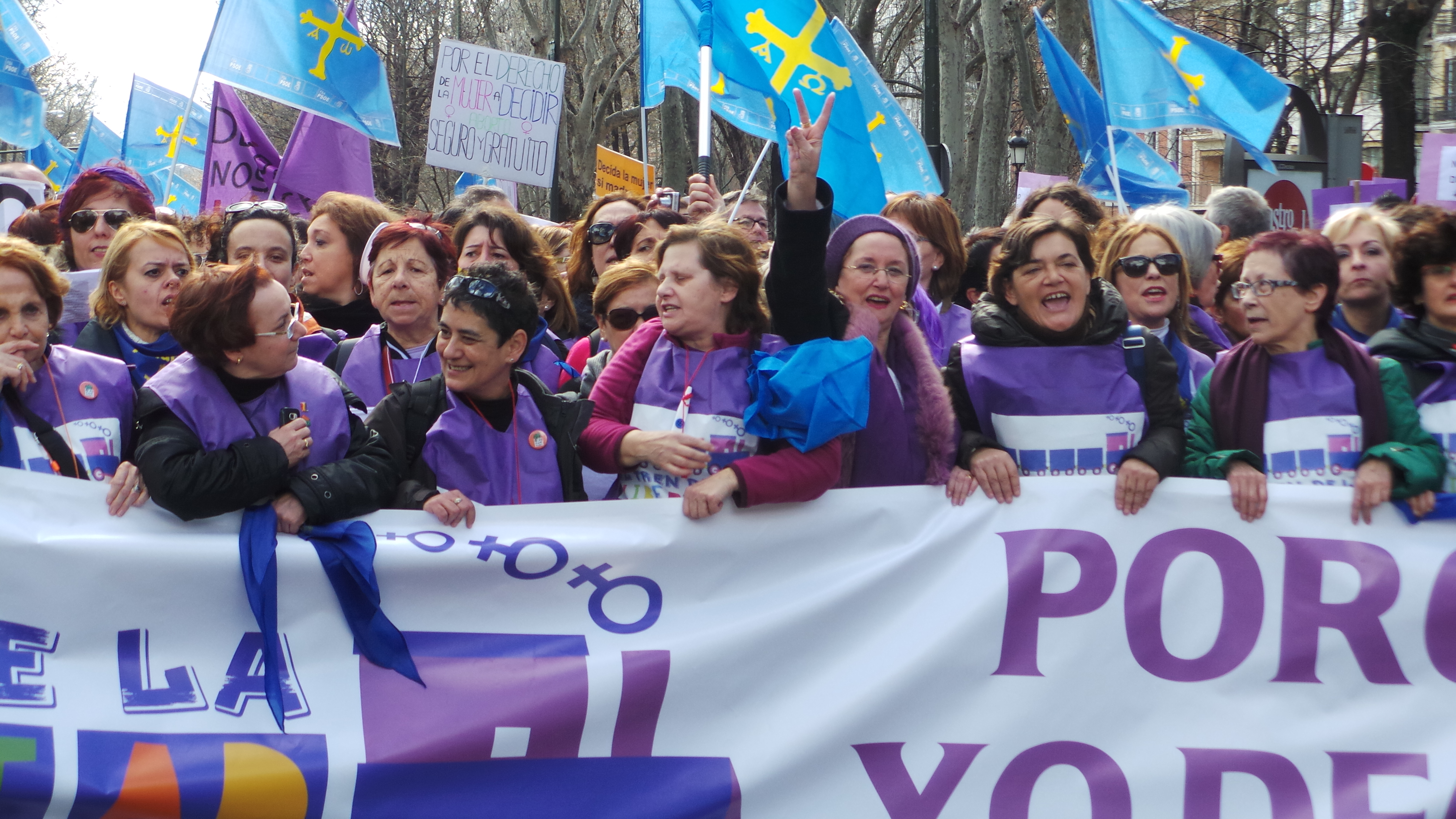
Lluitant pel dret a l'avortament l'any 2014

En el cristianisme, al llarg de la història, s'ha anat desenvolupant la teologia feminista, especialment en el darrer segle, en paral·lel al desenvolupament dels moviments civils d'alliberament de les dones. Existeixen diverses organitzacions que treballen aquesta qüestió tant d'àmbit internacional com la Conferència per l'Ordenació de les Dones (WOC, en les sigles en anglès), a escala europea com l'Associació Europea de Dones en la Investigació Teològica (ESWTR, per les sigles en anglès). En l'estat espanyol existeix Mujeres y Teologia i l'Asociación de Teólogas Españolas (ATE).
En l'àmbit català hi ha també el Col·lectiu de Dones en l'Església, Creients i Feministes i Dones Creients. Entre aquestes destaca Teresa Forcades, que va dedicar la tesi doctoral en teologia al concepte de persona, i la tesi de llicenciatura a la Trinitat, obra que s'ha publicat en el llibre La Trinitat, avui (Publicacions de l'Abadia de Montserrat, 2005). A més, ha publicat La teologia feminista en la història (Fragmenta editorial, 2007). Forcades considera que la teologia feminista és una teologia crítica o de l'alliberament, que sorgeix quan es percep la contradicció entre el discurs teològic sobre les dones i l'experiència de Déu de cada dona. El tractament del paper de la dona, el celibat o l'avortament, des d'una perspectiva crítica feminista i religiosa, s'hi ha fet ressò en els mitjans de comunicació.
Al voltant d'una associació internacional de les dones, Carola Roloff està involucrada en el desenvolupament de la dona en el budisme.

## Simbologia

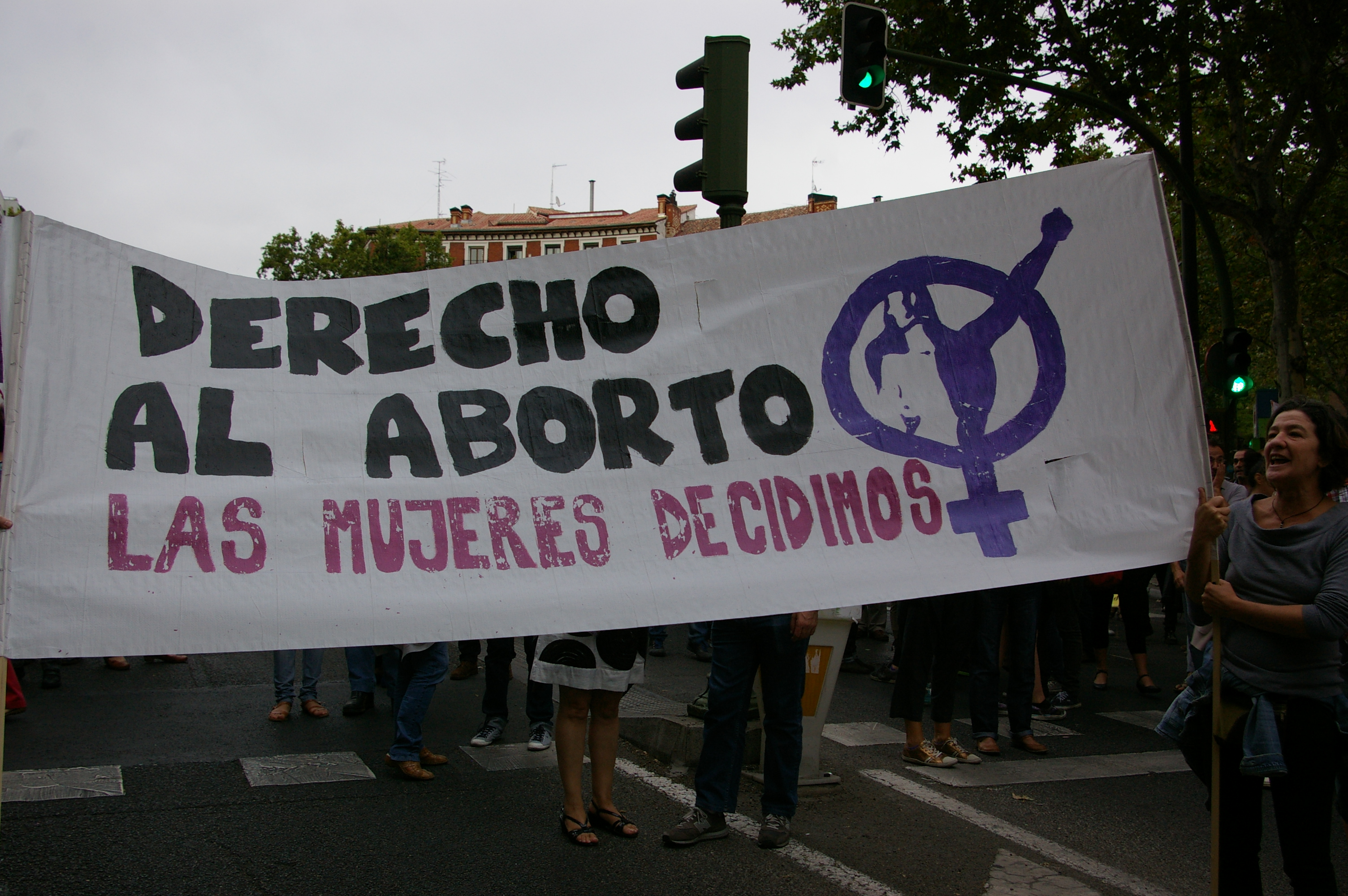
Pancarta feminista en una manifestació a Madrid

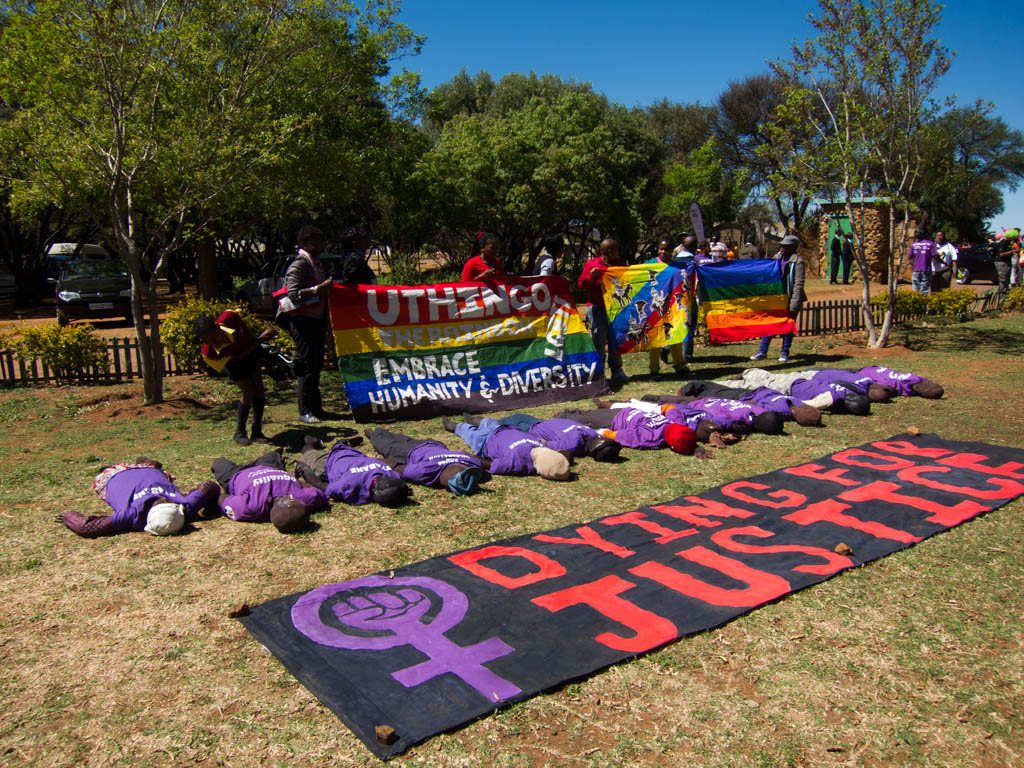
Acció feminista a Austràlia. La pancarta diu "Morint per a la justícia" i, a les samarretes, "Solidaritat amb les dones que s'expressen"

El triangle negre "invertit" (▼), un triangle equilàter amb un vèrtex avall, al centre, i el costat oposat paral·lel al terra, a la part superior, va començar sent un senyal i símbol al nazisme (vegeu sistema de marcatge en els camps de concentració nazis) per a persones que no s'ajustaven a l'ideal del règim. Tot i que en un inici no tenia aquest significat, moltes dones activistes, que reivindicaven els seus drets front a la societat en què vivien, el van relacionar amb un pubis i el van començar a utilitzar amb orgull. Posteriorment va esdevenir un símbol utilitzat pel lesbianisme i pel feminisme.
Un altre símbol d'apoderament de les dones i del feminisme (incloent el postfeminisme) és el gest consistent en formar un triangle amb ambdues mans, mostrant les palmes endavant, verticalment, i unint els dits índex i polze de les dues mans. S'usa com a expressió en manifestacions, per exemple.
El color violeta (o lila) és un símbol del feminisme. Es va prendre en homenatge a les dones que van morir cremades a la fàbrica on treballaven, als Estats Units, defensant els seus drets mentre cosien teles d'aquest color.
El color violeta de per si ja és un símbol feminista, però també se solen pintar d'aquest color figures, dibuixos o dissenys de caràcter feminista, entre ells el triangle invertit. Un dels més habituals és el símbol de la dona (anomenat mirall de Venus) pintat de color lila. Sovint se li afegeix un puny tancat o una dona alçant un puny tancat. Un símbol contra la violència a les dones, que per extensió es pot considerar també feminista, és l'empremta d'un palmell de mà obert, de color lila, amb el símbol de la dona pintat a dins, de color blanc. Aquestes imatges poden ser en color negre també, o eventualment en altres colors.
La bandera anarcofeminista és dividida diagonalment en dos colors, violeta i negre.

## Feministes destacades

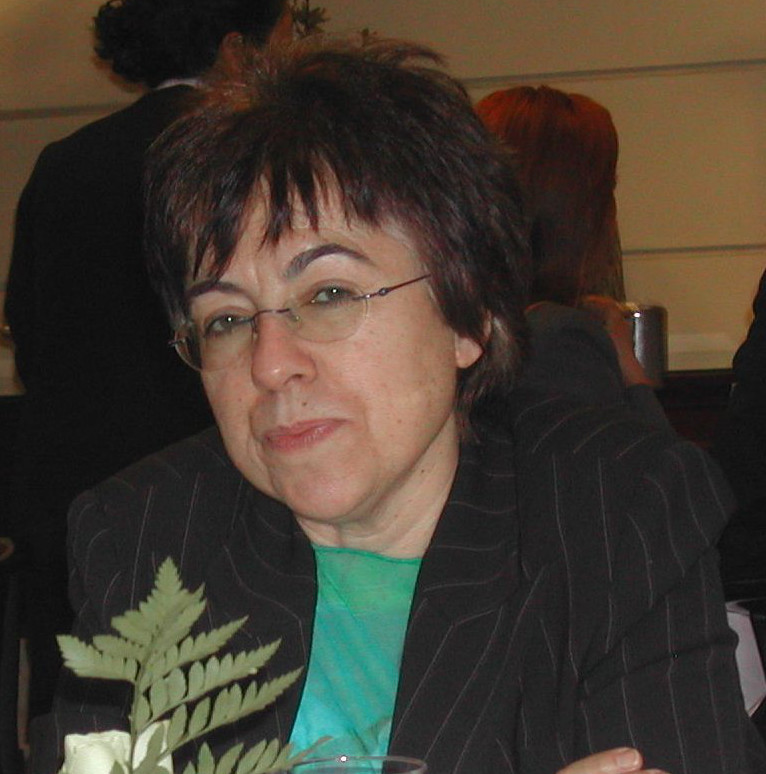
Dolors Calvet

- Neus Campillo ha publicat diversos llibres, d'entre els quals destaca El feminisme com a crítica, editorial Tàndem, València, 1997.
- Teresa Forcades i Vila ha publicat La teologia feminista en la història (Fragmenta editorial, 2007).
- Josep Vicent Marquès i González, com a sociòleg, va estudiar aspectes de la marginació de la dona.
- Maria Dolors Calvet, com a diputada del PSUC, va presentar l'any 1977 un projecte de llei d'amnistia per a les dones a la mesa del Congrés dels diputats, que demanava entre altres coses l'eliminació dels delictes d'adulteri, d'ús d'anticonceptius i d'avortament i va al·legar que la democràcia significava igualtat entre homes i dones.
- Lidia Falcón és una advocada, política i editora de la revista feminista més antiga a l'estat, Poder y Libertad. Ha creat el Partido Feminista de España i la Confederación de Organizaciones Feministas del Estado Español.
- Sheila Jeffreys és una feminista radical, professora associada de Ciència Política en la Universitat de Melbourne.
- Qiu Jin (1875-1907) va ser reconeguda internacionalment com a feminista i revolucionària. Va compondre versos amb un gran ventall de metàfores i al·lusions, barrejant mitologia clàssica amb retòrica revolucionària.
- Judith Butler, filòsofa i teòrica del sexe i la sexualitat, parla dels rols de gènere i de l'heterosexualitat en una societat heteropatriarcal en el seu llibre més important, El gènere en disputa.
- Carmen da Silva, entre 1963 i 1984, ininterrompudament, va escriure la columna «A arte de ser mulher» («L'art de ser dona») en la revista Cláudia de l'editora Abril, anticipant alguns dels temes posteriorment apropiats per les feministes brasileres, tals com l'ús de la píndola anticonceptiva, la inclusió de les dones en el mercat de treball i el divorci, entre d'altres.
- Rose Marie Muraro és una escriptora, física, economista i editora brasilera, pionera del moviment feminista al Brasil.
- Itziar Ziga, periodista basca i antiga col·laboradora del FAGC, impulsora del transfeminisme a l'estat espanyol i signant del Manifest Transfeminista.[44]
- Maria Mercè Marçal (1952-1998), poeta catalana, va defensar fèrriament la seva ideologia "tres voltes rebel" descrita en el seu poema "Divisa", del llibre Cau de llunes.
- Simone de Beauvoir (1908-1986), novel·lista, filòsofa existencialista, professora i feminista francesa.
- Hagar Rublev, fundadora de Dones de negre.

## Crítiques al feminisme
El feminisme radical és criticat en la literatura masclista (antifeminista), com Fausse Route, d'Élisabeth Badinter, La Nécessaire Compréhension entre les sexes de Paul-Edmond Lalancette, Le Grand Mensonge du féminisme de Jean-Philippe Trottier, Ainsi soit-il, Sans de vrais hommes, point de vraies femmes, d'Hélène Vecchiali o Le Premier Sexe, d'Éric Zemmour. Rush Limbaugh, un comunicador d'extrema dreta famós pels seus atacs a les dones i al feminisme, va fer popular el terme feminazisme en la dècada del 1990. Actualment, dona suport al candidat republicà Donald Trump.

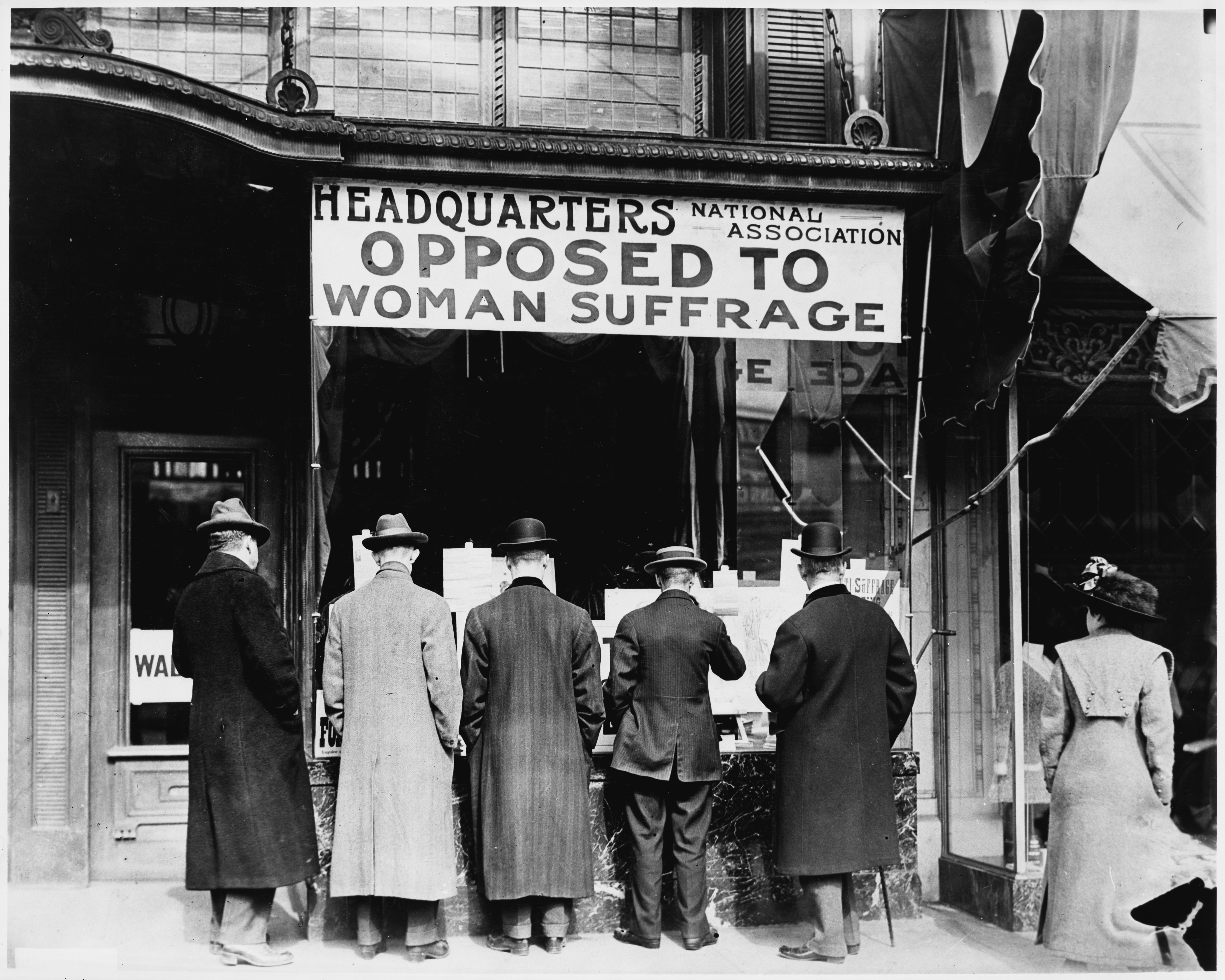
Entrada a la seu d'una associació antifeminista, amb una pancarta en contra que les dones votin

Símbol feminista llençat a l'escombraria, usat per un grup antifeminista suís

Dins del pla polític, el feminisme, a vegades, ha estat qualificat de “diversió”. Es fa amb l'assumpció que totes les categories socials estan compostes per dones i homes i que, per tant, les dones no constitueixen una casta o una classe particular. Aleshores, seguint aquests supòsits, la invocació a un conflicte d'interessos entre sexes o la lluita per l'emancipació d'un sexe respecte de l'altre seria un artifici que tindria per conseqüència ocultar les relacions autèntiques de dominació i les línies reals de fragmentació social.
Per a altres antifeministes, el feminisme restava importància a criteris de diferenciació entre individus com el gènere, l'edat, característiques físiques o de tipus ètnic, que són factors essencials, per tant, de discriminació i exclusió social. Aquestes observacions van inspirar les darreres onades de feminisme, incloent el postfeminisme i altres feminismes de la desigualtat.
Arran de les crítiques feministes de Simone de Beauvoir, algunes autores com Julia Kristeva, Sylviane Agacinski, Luce Irigaray o Fouque pensen que l'igualitarisme abstracte que esborra les diferències de sexe, en realitat continua amb l'androcentrisme de l'universalisme masculí.
El terme “virilisme” és, de vegades, utilitzat per a descriure l'alineació d'algunes feministes en els drets i costums dels homes, a costa d'una promoció real de la dona a la humanitat. Les feministes "pro sexe", com Elsa Dorlin, sovint han criticat la suposada intolerància d'algunes feministes radicals com Isabelle Alonso, Suzanne Kepes i Casa-Victoire Louis quant a la sexualitat.
El feminisme, per un conjunt de raons culturals i polítiques, té només una petita audiència i mitjans limitats d'expressió en els entorns socials en què les dones es mantenen en la forma més visible en una situació de subordinació i fins i tot víctimes de violència física atorgat per les autoritats o les seues pròpies famílies. El seu impacte en l'evolució dels costums i pràctiques sembla limitat en les societats on els drets de l'home, en sentit general, són rarament aplicats. Així, el feminisme va ser criticat com una tendència selectiva i etnocèntrica en oposició als valors universals que dona suport a la teoria.

## Feminisme als Països Catalans

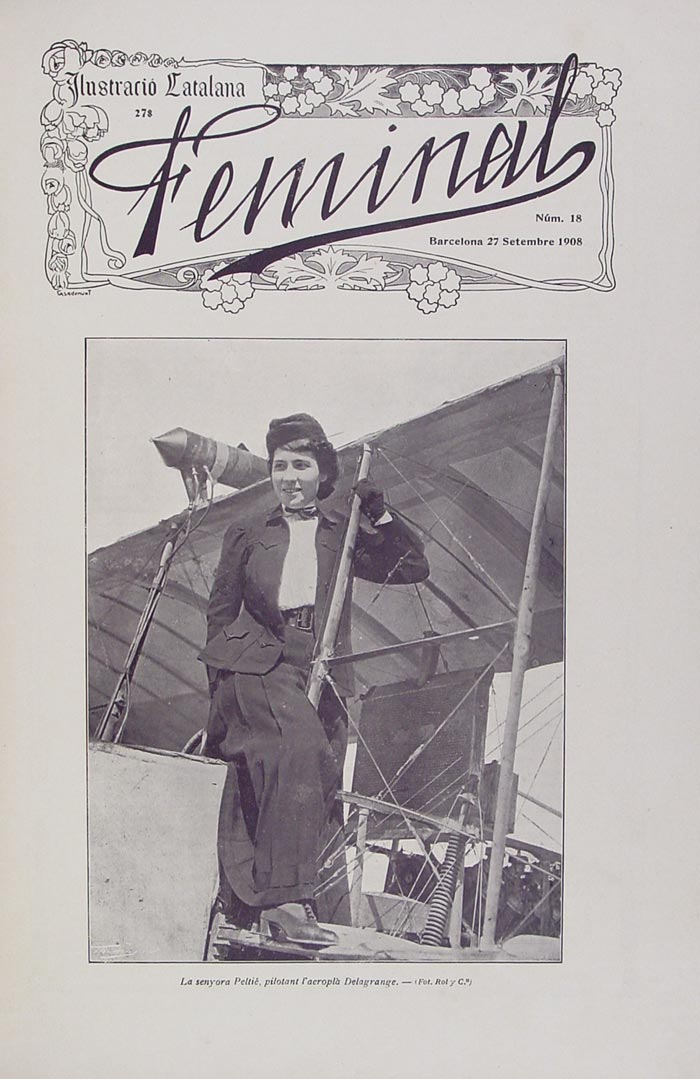
Portada del setmanari Feminal

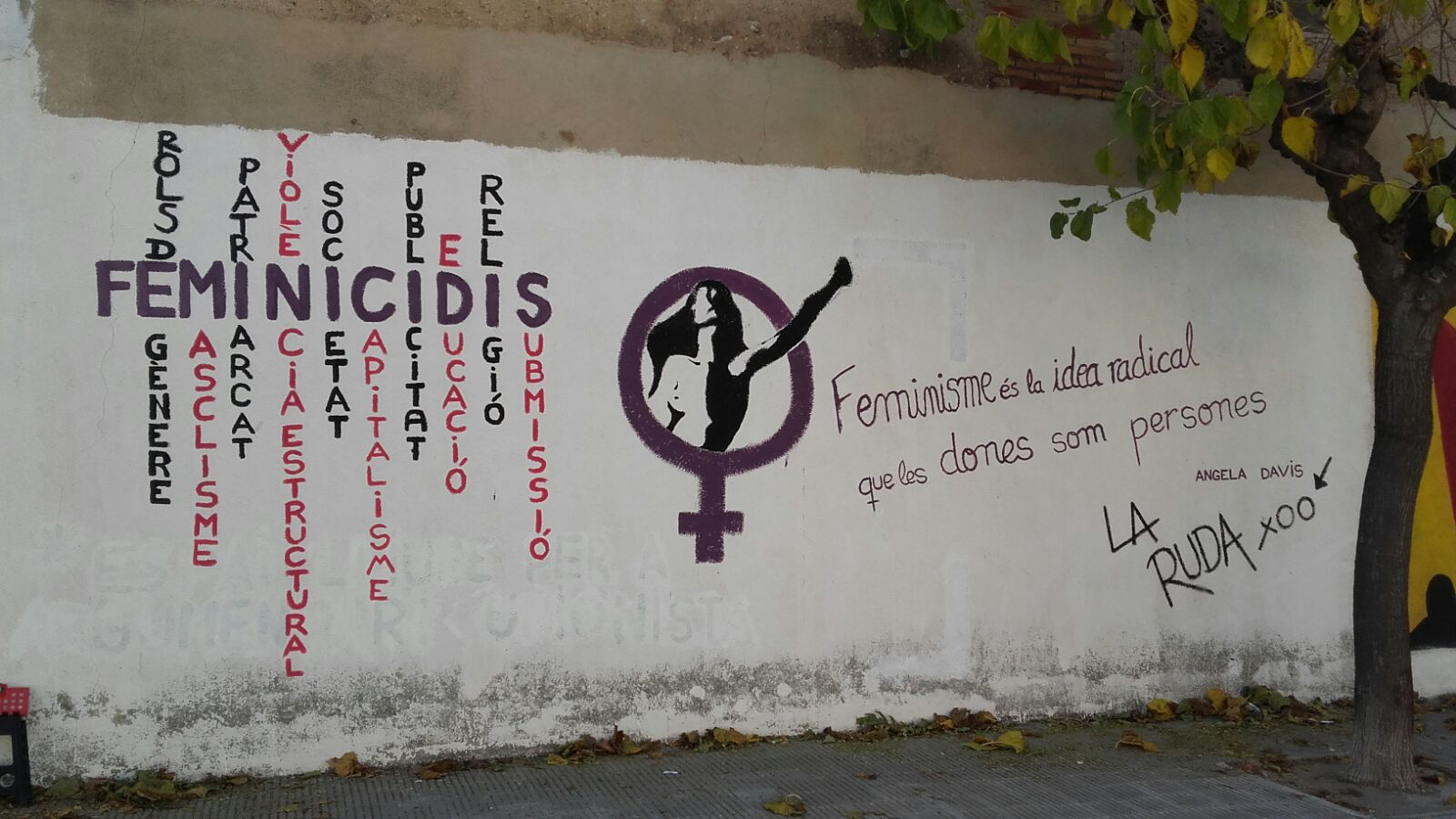
Mural de La Ruda, un col·lectiu feminista de Penedès

El feminisme català va començar a principis del segle xx. Era de signe cultural i social, qüestionant l'exclusió de les dones del món de la cultura i la subalternitat femenina. Es va centrar en la promoció dels drets de les dones en els àmbits educatius, culturals i laborals, perquè les característiques del desenvolupament polític espanyol no foren propícies per a l'emergència d'un feminisme liberal de signe polític, orientat cap a la consecució del sufragi i dels drets polítics individuals, com havia succeït en països com la Gran Bretanya. Així, es fundà la Sociedad Autónoma de Mujeres de Barcelona (1891), Dolors Monserdà creà el Patronat d'Obreres de l'Agulla i es va propugnar una Lliga Patriòtica de Dames. La revista Feminal (1907-17), dirigida per Carme Karr, va reivindicar un programa de culturització de les dones de classe mitjana que els permetés de treballar al mateix nivell que els homes. Durant el primer quart del segle xx van sorgir la Federació Sindical d'Obreres (1912) (fundada per Maria Domènech de Cañellas), el Cercle de la Dona de l'Avenir (1919), l'Institut de la Dona que Treballa (1920) o Acció Femenina (1921), a Barcelona, l'Agrupació Concepció Arenal (1920), a València, etc.; i foren publicades obres com Breus consideracions sobre la dona (1904), de Joaquima Santamaria, El feminisme a Catalunya (1907) i Estudi feminista (1919), de Dolors Monserdà, Ço que deu ésser el feminisme (1915), de Maria Poal-Aragall, etc.
Amb la Segona República, es concedí el sufragi femení. Frederica Montseny, com a ministra de Sanitat, defensà el decret sobre l'avortament, aprovat el 1936, i exigí una participació real de les dones en les tasques com la indústria de guerra i els serveis públics. El 1937 es creà l'Institut d'Adaptació Professional de la Dona. El 1937 se celebrà el Primer Congrés Nacional de la Dona, on es decidí la creació de d'una Unió de Dones de Catalunya, que organitzà la Jornada Internacional de la Dona.
Durant el franquisme, l'única organització femenina autoritzada fou la Secció Femenina feixista. A partir dels anys seixanta Maria Aurèlia Capmany va escriure obres com El feminisme a Catalunya. En la transició democràtica, l'any 1976 va aparéixer la publicació Vindicación Feminista i, l'any 1978, el Partit Feminista, celebracions de jornades com l'Emancipació Femenina, Utopia, realitat o engany, Sobre el patriarcat i les Segones Jornades de Deu Anys de Lluita del Moviment Feminista, campanyes públiques contra els maltractaments a les dones, a favor del dret a l'avortament i d'una escola no sexista, i la constitució de la Coordinadora de Grups de Dones de Catalunya.

## Citacions
Paràgraf d'una carta enviada per Louise Labé a una amiga, la Clemence de Bourges, a Lió, el 24 de juliol de 1555, on la «Bella cordonera» defensa alguns dels seus punts de vista:
| « | És arribat el temps, senyoreta, en què les lleis inflexibles dels homes no han d'impedir més a les dones de dedicar-se a les ciències i disciplines; em sembla que aquelles que siguin capaces, empraran aquesta honrada llibertat, la qual el nostre sexe en altres temps tant desitjava, a estudiar aquestes coses i mostrar als homes el mal que van causar en privar-nos del benefici i de l'honra que obtindrien en l'avenir. I si algú arriba a l'etapa en què sigui capaç de posar les seves idees en el paper, hauria de fer-ho amb molt d'intel·lecte i no hauria de menysprear la glòria, sinó adornar-se amb ella abans que amb corrents, anells i robes sumptuoses, les quals no podem considerar realment com a nostres excepte pel costum. Però l'honra que el coneixement ens portarà no ens pot ser presa –ni per l'astúcia d'un lladre, ni per la violència d'enemics, ni per la durada del temps. | » |